# 衛視中文台
衛視中文台（英語：STAR Chinese Channel）是迪士尼傳媒集團 (亞太)旗下綜合娛樂頻道（2011年12月前為星空傳媒的頻道），也是台灣第四家合法的電視頻道，打破台灣電視史上老三台「三分天下」的局面，也打破了香港电视史上亚洲电视和无线电视「两分天下」的局面。2015年5月21日啟用高畫質版本「衛視中文台HD」。2023年10月1日香港时间凌晨0點起，衛視中文台国际版正式停播。2024年1月1日香港时间及台灣时间凌晨0點起，卫视中文台正式停播。

## 概述
衛視中文台由衛星電視有限公司（現為迪士尼傳媒集團 (亞太)）正式開播，曾是全大中華地區與兩岸三地可收視頻道，也是中國大陸除廣東省外唯一可透過有線電視即可收看的境外電視頻道。全大中華地區與兩岸三地可收視期間，節目開播前播放的頻道形象短片固定使用張妙陽的旁白「歡迎收看衛視中文台」；當時衛視中文台也從英屬香港大量購入亞洲電視本港台節目，包括港劇、兒童節目《出位放送組》、烹飪節目《方太美食廣場》、資訊娛樂節目《今日看真點》等，加上自製普通話配音與中文字幕後播出；同样也从中国中央电视台购入《曲苑杂坛》等节目。其後，衛星電視有限公司被魯柏·梅鐸的新聞集團收購，隨即進行改組。

## 歷史

### 对亚洲全境播映时期（1991年-1996年）
- 1990年4月7日长征三号火箭成功将亚洲一号卫星送入太空，这为卫视中文台等卫星电视五个频道通过卫星面向亚洲播出奠定基础。
- 1990年8月31日，香港富商李嘉誠次子李澤楷通过和记黄埔公司創立“Quford Limited”，后又于1991年1月31日更名为“和记黄埔电视广播有限公司”，后又更名为「衞星電視有限公司」，英文原名当时為「STAR TV Network」，簡稱「衞星電視」及「STAR TV」，为和记黄埔公司的全资子公司。由于和记黄埔公司当时就拥有拥有亚洲卫星公司三分之一的股份，因此，卫星电视有限公司当时就使用了亚洲一号卫星的24个转发器中的10个。
- 1990年12月，港英政府所属广播事务管理局向和记黄埔所属卫星电视颁发电视牌照，但提出了两个附加条件：不得播出粤语节目、不得向观众收取费用。这两条附加条件是亚洲电视和无线电视出于商业利益考量向港英政府施压的结果，而香港本地大多数民众惯用粤语。这也导致卫星电视难以直接服务本港观众。李嘉诚也因此借媒体指责港英政府，认为其不准香港本地媒体播出香港本地语言节目的政策简直滑天下之大稽。[6]:19
- 1991年8月26日（另有说法称是4月或7月），卫星电视中文台开始向亚洲试播。
- 1991年7月27日左右，卫视中文台播送了香港群星为华东水灾赈灾义演的相关消息。
- 1991年10月21日下午4點30分，衛視中文台正式開播[7]；开播之初首个播出节目为野櫻花（亞洲電視時裝電視劇）。中國電視公司同時洽得衛星電視有限公司播出中視節目，每週一至週五播出帶狀30分鐘兒童節目、60分鐘連續劇，每週六播出綜藝節目與文化節目，開老三台風氣之先[8]。中視首度外銷給衛視中文台播出的節目是綜藝節目《雞蛋碰石頭》。同时，卫视中文台正式启用第一版标识，为绿色方框，上面有“卫视中文台”白色五字。 频道首次播放衛視中文台频道形象短片（ID台呼），同时播放張妙陽的旁白「歡迎收看衛視中文台」。
- 1992年10月21日，衛視中文台在台北國際會議中心大會堂舉辦開播一週年慶祝晚會，由張小燕與黃霑主持，全長140分鐘[9]。
- 至1993年，随着卫星电视在亚洲的收视率不断增长，卫星电视给李嘉诚家族企业带来的亏损却不断增加。例如，中国大陆境内多地转播商没有付费订购卫星电视的版权，反而直接盗播卫星电视播出的频道并向大陆转播，这也导致卫星电视收入难达预期。李嘉诚和李泽楷等人后来决定以多插播广告的方式谋利，但后来卫星电视收到了不少广告商的广告投放请求，这给李氏家族造成了较大的财务统计负担，导致李嘉诚等人建议李泽楷尽快出售卫星电视以缓解财困。李泽楷等人最终决定出售卫星电视，以便减少公司亏损，同时得到更多的技术支持与援助，特别是为卫星电视完善加密电视系统。[6]:19-20
- 1993年5月1日，衛視中文台首次更換標誌，為第二版標誌。1993版标识为两道绿色的平行四边形汇在一起的标识，下方有“卫视中文台”五字，上面的绿色标识与今天的凤凰卫视标识相似，下方的“卫视中文台”五字与今天的卫视中文台LOGO的字体相同，節目更換第二版標誌的台徽以及電視節目開始的頻道形象短片固定使用張妙陽的旁白「您正在收看的是衛星電視中文台」。
- 据《凤凰卫视这些年》记载，在1993年后，默多克曾与亚洲卫星公司合作，优先允许卫视中文台等卫星电视有限公司播出的频道通过亚洲一号播出的权力，并且禁止其他非国有组织在亚洲一号卫星开办与卫视中文台类似的频道。
- 1994年年初，英达导演的反映北京市民日常生活的电视剧《我爱我家》开始在卫视中文台首播（原计划在中国内地电视台实施首播，但内地有关部门最初不予过审，英达只好选择出口转外销），张妙阳同时负责该电视剧节目预告的配音。引发两岸三地观众轰动。随后，由于《我爱我家》节目造成的影响，中国内地有关部门过审了该电视剧，《我爱我家》得以在内地其他电视台播放。同年4月27日，受此影响，《我爱我家》续集启动拍摄。[10]
- 1994年6月30日，衛視中文台更換第三版標誌。1994版标识为一个金黄色椭圆形书法印章标识，在印章内，上半部分之中，“中”、“文”两字使用书法书写字体，“台”字使用宋体字体，“中文台”三字下方则有卫星电视有限公司的1991年版星星标识，節目更換第三版標誌的台徽以及電視節目開始的頻道形象短片固定使用張妙陽的旁白「這裏是衛星電視 您正在收看的是中文台」。
- 1995年，打算创办面向中国大陆播出的卫星电视媒体的刘长乐，与时任新闻集团中国区总裁布鲁斯多佛、时任卫星电视行政总裁戴格里在卫星电视香港总部就卫星电视在中国大陆落地问题进行了长时间的谈判，后谈判地点又转移到北京，双方决定让刘长乐的今日亚洲有限公司和默多克的卫星电视有限公司合资经营卫视中文台。后来，刘长乐觉得新电视台的名字要有中国特色，便将电视台的名字命名为凤凰卫视中文台。1995年6月，双方领导人员又在北京颐和园一游船进行谈判，确定了各自公司面向凤凰卫视的控股比重。刘长乐在1995年间，让美国Three Ring公司负责了凤凰卫视LOGO的设计。[6]:41-44[11]
- 1995年5月8日邓丽君逝世之后，卫视中文台开设了《忘不了您 邓丽君》特别节目，播送邓丽君生前大量影像。
- 1996年1月1日，卫视中文台ID微调，与卫星电视其他频道的1996年统一改版不同的是，卫视中文台只取消了1994版STAR TV统一台呼，而保留了椭圆色金黄色印章标识直到3月31日分拆，这可能与方便其向凤凰卫视中文台过渡有关。同年3月中旬至下旬，卫视中文台就已经出现了在台湾以外亚洲全境播出部分改播凤凰卫视中文台的部分征兆。例如，在《雷霆旗舰》节目预告中，张妙阳配音的旁白就使用了“凤凰启播雷霆旗舰 纵横四海 卫视中文台即将推出”，由“凤凰启播”可知，这疑似在暗示该节目会在其分拆改名为凤凰卫视中文台之后才会播出。[12]

### 主要对台湾播映时期（1996年-2024年）
- 1996年3月31日晚上7點，衛視中文台分拆為新成立的鳳凰衛視中文台（只在中國大陸、香港及澳門廣播）和之前的衛視中文台（只在台灣廣播）。之后，凤凰卫视在衛星電視有限公司（香港九龍紅磡德豐街18號红磡海滨广场写字楼大堂）举行凤凰卫视中文台开播仪式，窦文涛、张铁林等人面向镜头向观众宣布凤凰卫视中文台正式开播。[11]同一日起，卫视中文台更换为第四版标识和频道包装，第四版标识为金黄色方框内嵌斜向的星星标识，上方有“STAR”，下方有“中文台”三字，与卫星电视其他频道包装使用统一标准（channel V部分包装除外），节目预告包装也与凤凰卫视中文台相似。[13]
- 2001年1月1日公曆新年香港时间凌晨0點起，衛星電視更換新的名稱及標誌「星空傳媒」。同時，衛視中文台連同星空傳媒其他頻道一同更換標誌，是為第五版標誌，也是如今全大中華地區觀眾所熟悉的經典星星標誌。自从这次改版以后，张妙阳不再负责卫视中文台ID台呼的配音，卫视中文台則全新启用了冯友薇配音的“这里是STAR 您正在收看的是中文台”频道宣传片作为台呼，该版本台呼使用了12年。
- 2005年1月1日起，衛視中文台在台湾有線電視定頻為第31頻道（原為第25頻道）[14]。
- 2011年12月30日，包含衛視中文台在內的台灣「STAR系列頻道」、「FOX系列頻道」和「國家地理系列頻道」合併為「福斯國際電視網」[15]。
- 2012年6月28日，魯柏·梅鐸宣布對新聞集團進行改組，星空傳媒分拆後納入全新成立的21世紀福斯公司，衛視中文台成為21世紀福斯公司旗下福斯國際電視網頻道。
- 2012年8月1日午夜12點，衛視中文台標誌更换為第六版標誌，是採用立體方塊意象打造的純中文字標誌。
- 2015年5月21日，衛視中文台更改為16:9畫面播出，並啟用高畫質版本「衛視中文台HD」，凱擘大寬頻搶先升級為HD高畫質播出。
- 2016年2月29日，因直屬21世紀福斯公司進行重組，福斯國際電視網更換新的名稱及標誌「福斯傳媒集團」，旗下衛視中文台與其他福斯家族頻道不受影響。
- 2016年12月18日晚間7點，衛視中文台標誌更換為第七版標誌，是採用福斯探照燈意象打造的「中」標誌，並啟用台歌《打開亮起來》[16]，紀念在台灣開播第25週年。
- 2019年3月20日，由於福斯傳媒集團在部分被華特迪士尼公司收購後其餘部分重組為福斯公司，衛視中文台與其他福斯家族頻道一同納入華特迪士尼公司旗下。
- 2023年6月13日，華特迪士尼公司宣佈，擬於2023年12月31日台灣时间晚上11點59分59秒，終止衛視中文台在台播送[17]。迪士尼表示，停播衛視中文台是「因應全球策略」，後續將全力經營Disney+。[18]在迪士尼公司宣布将停播卫视中文台之后，卫视中文台逐渐停止播出商业广告，原有广告播送时间被大幅缩短，部分原有广告时段被Disney+和国家地理宣传广告以及频道台歌MV《打开亮起来》取代，节目播出时段也有调整。在12月卫视中文台脸书官号发布告别纪念短片后，多位观众在评论区表达对卫视中文台的不舍。[4]
- 2023年12月31日香港时间及台灣时间晚上11点59分59秒，在播送完最后一档节目《我的维纳斯》（由韩国KBS制作）之后，卫视中文台正式停播，并且播送了带有“本頻道即将停止服务 衷心感謝您多年来的支持與收看”和“This channel is no longer available, thank you for watching.”字样以及卫视中文台LOGO的停播提示，还播放了背景音乐。此后卫视中文台原有大部分节目也被Disney+全权接手。然而，该频道1996年以前的中国大陆及香港版本频谱分拆而来的凤凰卫视中文台仍在播出，没有停播，而卫视中文台停播时的原有节目亦没有转移至凤凰卫视中文台播出。卫视中文台原本所播出的台湾有线电视31频道部分地区转播频谱被壹电视综合台或韓國娛樂產業製作公司的韩国娱乐台或其他付费频道取代，不同有线电视业者的取代频道各不相同。[4]
- 受制于卫视中文台停播空出31频道影响，对全台湾境内各有线电视业者运营影响巨大，国家通讯传播委员会（NCC）也对相关有线电视业者的频道转播更换方案感到不满，要求有关有线电视业者适当时间上报涉事频谱收视情况（馬祖祥通有線電視因須符合必載頻道義務規定，於31频道上架TaiwanPlus）。[19]

## 星衛娛樂台
星衛娛樂台（英語：STAR Entertainment Channel）是迪士尼傳媒在台灣的高畫質娛樂頻道，由星空傳媒在2012年時開播，後併為福斯傳媒集團的「STAR系列頻道」；現為迪士尼傳媒的「綜合娛樂系列頻道」。
該頻道與衛視中文台共享綜藝實境節目和電視劇集。華特迪士尼公司於2024年1月1日台灣时间凌晨0點起，終止星衛娛樂台的台灣播送，频道正式停播。

## 國際版
若非特別註明，本章節所有時間皆為香港時間（UTC+8）。
- 2006年10月2日，新聞集團旗下星空傳媒開播衛視中文台國際版，並在國際落地播出，節目編排與台灣版不同。
- 2012年6月28日，魯柏·梅鐸宣布對新聞集團進行改組，星空傳媒分拆後納入全新成立的21世紀福斯公司，衛視中文台成為21世紀福斯公司旗下福斯國際電視網頻道。
- 2012年10月15日，衛視中文台於香港香港有線電視93頻道啟播。
- 2012年12月10日，衛視中文台於香港UTV流動電視526頻道啟播。
- 2013年1月10日，衛視中文台於香港now TV536頻道啟播。
- 2013年3月31日，衛視中文台更換新的標誌。
- 2013年12月2日，衛視中文台於香港無綫網絡電視40頻道啟播。
- 2015年7月27日，衛視中文台於香港now TV頻道更動，由536頻道改為160頻道。
- 2015年8月31日，卫视中文台于马来西亚Astro315頻道啟播。
- 2016年2月29日，因直屬21世紀福斯公司進行重組，福斯國際電視網更換新的名稱及標誌「福斯传媒集团」，旗下衛視中文台與其他福斯家族頻道不受影響。
- 2016年8月14日，衛視中文台於香港無綫網絡電視40頻道停播。
- 2017年3月21日，衛視中文台更換新的標誌。
- 2017年12月1日，衛視中文台於香港UTV流動電視526頻道停播。
- 2018年3月1日，卫视中文台于马来西亚Unifi TV頻道更動，由206頻道改為232頻道。同月13日，於香港香港有線電視頻道更動，由93頻道改為332頻道。
- 2019年3月20日，由于福斯传媒集团在部分被华特迪士尼公司收购后其余部分重组为福斯公司，卫视中文台與其他福斯家族頻道一同納入华特迪士尼公司旗下。
- 2021年9月1日，衛視中文台於香港now TV160頻道停播。
- 2021年10月1日，卫视中文台于新加坡新電信電視507頻道及马来西亚Unifi TV232頻道停播。同日，衛視中文台於澳門澳門有線電視63頻道啟播，取代FOX Life。
- 2022年2月1日，卫视中文台于马来西亚Astro315頻道停播。
- 2023年6月1日凌晨0點起，因香港有线电视关闭其付费业务，衛視中文台於香港香港有線電視332頻道正式停播。
- 2023年10月1日凌晨0點起，卫视中文台国际版停播，所有转播该频道的有线电视运营商（当中包括新加坡星和視界822頻道及澳門有線電視63頻道）停止转播。

## 曾經播出节目

### 1991年-2001年
- 棋靈王
- 飞虎队（外购自香港亚洲电视，卫视中文台开播初期播出）
- 卫视五星站
- 日本偶像剧场
- 东京爱情故事
- 音樂節拍
- 開心拍檔
- 飛圖音樂网
- 飛碟巨星耀亞洲
- 寶麗金至尊金曲
- 福茂音樂萬歲
- 我爱我家
- 台湾经济透视
- 龙珠
- 哆啦A梦（20世纪90年代时以“叮当”的名义播出）
- 东瀛风情
- 毛泽东纪录史实（纪录片）
- 周恩来 (电影)
- 曲苑杂坛（外购自CCTV）
- 乱马二分之一
- 电影世界
- 校园美女照过来
- 電玩大觀園

### 2001年-2024年
- 禁婚令
- 紅丹心
- 神秘五金行
- 嗨!營業中
- 一袋女王
- 歡樂智多星
- 光露營就很忙了
- 間諜家家酒
- 烏龍派出所
- 星空不夜城
- 星空新视界
- 警校菜鳥
- 第六感之吻
- 是在搞什麼鬼?
- 歡笑碰碰胡
- 美食碰碰胡
- 瓜瓜樂
- 文茜小妹大（外购自中天新闻台）
- 新聞駭客News98
- 是在搞什麼鬼?
- 歡笑碰碰胡
- 美食碰碰胡
- 瓜瓜樂
- 真相HOLD得住
- 奔跑吧（外购自浙江卫视的节目）
- 疯神无双
- 名人三溫暖
- 台灣探險隊
- 歌神请上车
- 旅行应援团
- 女人234
- 牛气满满的哥哥
- 鴻門家宴
- 我的中国星（仅海外版）
- 王牌对王牌（外购自浙江卫视的节目）
- 航海王
- 女兒大人加個賴

### 已转移至其他频道的节目
- 财经报道（少有的新闻节目，1996年3月31日随卫视中文台分拆而被迁移至凤凰卫视中文台，1998年并入《时事直通车》成为其中一个小节目，现已更名为《财经消息》。截至2024年，该节目为自卫视中文台开播的节目中最长寿的节目）
- 鸡蛋碰石头（外购自中视的节目，1996年3月31日随卫视中文台分拆而被迁移至凤凰卫视中文台，现已停播）
- 追迹（日语：追跡 (情報番組)）（外购自日本电视台的节目，1996年3月31日随卫视中文台分拆而被迁移至凤凰卫视中文台，现已停播）
- 今日看真點（外购自亚视的节目，1996年3月31日随卫视中文台分拆而被迁移至凤凰卫视中文台，现已停播）
- 新闻e点灵（夜间谈话性节目，2002年迁移至超级电视台播出并更名为新闻挖挖哇）
- 超级新闻骇客（新闻评论节目，前身为2000年2月25日-2004年12月17日期间于卫视中文台播出的《新闻骇客News98》，2005年4月26日-2005年7月29日期间曾一度迁移至年代新闻台播出并更名为《新闻一把抓》，2005年11月8日恢复在卫视中文台的播出并更名为《超级新闻骇客》，2007年4月6日再度停播，2008年1月7日-2008年4月4日一度于卫视中文台短暂播出并更名为《2008大选骇客》，2008年6月28日迁移至中天新闻台续播更名为《中天骇客赵少康》并维持至2009年5月1日停播）
- 欢乐智多星（娱乐节目，2011年开播，2023年8月因卫视中文台宣布在几个月之后停播而临时停播，同年12月转移至年代MUCH台续播）
- 一袋女王（娱乐节目，2010年开播，2023年8月因卫视中文台宣布在几个月之后停播而临时停播，同年11月13日转移至纬来综合台续播，并更名为《女王大人》）

## 频道文化

### 台标变化
在1991年10月21日至2000年12月31日期间，卫视中文台仅在播放电视节目时显示台标，而在广告时段不显示台标。（注：1996年3月31日分拆自卫视中文台的凤凰卫视中文台直至今天仍然继承此种台标悬挂的习惯，这种情况在中国大陆观众熟知的电视频道中十分罕见。）而从2001年1月1日起至今，卫视中文台在任何播出时段均显示台标，有些时候台标会出现动画。
在1991年10月21日至1993年4月30日和大约2000年至2024年1月1日，卫视中文台台标悬挂在电视屏幕右上角。而在1993年4月30日到2000年，卫视中文台台标悬挂在左上角。
1991年10月21日至1993年4月30日，卫视中文台右上角悬挂白黄相间的旧版星星标识台标。（白色五角星，右侧菱角写有TV）
1993年5月1日至1994年6月29日，卫视中文台在左上角悬挂透明的旧版星星标识台标。（透明五角星，右侧菱角写有透明的TV）
1994年6月30日至1995年12月31日，卫视中文台悬挂椭圆形书法印章金黄色标识台标，与ID的标识相同。
1996年1月1日至1996年3月31日19时，卫视中文台悬挂透明五角星，右侧菱角写有“中文台”透明斜体字的台标。
1996年3月31日至1997年3月31日，卫视中文台悬挂透明五角星，右侧菱角写有“台湾”透明斜体繁体中文字的台标。
1997年3月31日至2000年12月31日，卫视中文台悬挂金色方框绿色背景内嵌金色斜向五角星、下方金黄色框区写有“中文台”三字的台标，与当时的ID标识相同。在此期间，该台标多次微调悬挂位置。
2001年1月1日至2012年8月1日，卫视中文台悬挂绿色横向方框台标，左侧白色框内有星空传媒2001版logo，右侧绿框内写有“卫视中文台”五字。在此期间，该台标透明度有微调。2006年后的某段时间内，该台标下方曾还显示字幕“31CH”，表示该频道通过台湾有线电视31频道播出。
2012年8月1日至2016年11月30日，卫视中文台悬挂绿色纯文字台标。
2016年12月1日至2024年1月1日0点多，卫视中文台悬挂绿蓝白相间的福斯探照灯打出的“中”标志和绿色的卫视中文台五字相结合的台标。

### 与凤凰卫视中文台的关系
在凤凰卫视中文台开播初期，凤凰卫视中文台与卫视中文台仍有大量节目同步播出（除少量节目以外，大部分共用节目表），甚至发生了在节目预告中出现过卫视中文台1996年版台标、在节目预告中张妙阳将“凤凰卫视中文台”念成“卫视中文台”的播出事故，另外在凤凰卫视中文台还在1999年之前播出过卫视体育台的节目预告。但在1997年后，在刘长乐等人的推动下，凤凰卫视中文台播出的新闻类节目占比大幅增加，凤凰卫视中文台后来逐步减少与卫视中文台的节目共享数量。
原本负责为卫视中文台宣传片及节目预告配音的张妙阳、严力耕等人于1996年被调任至凤凰卫视，进入21世纪以后，张妙阳逐渐只负责凤凰卫视宣传片的配音，逐渐不再负责星空传媒所属频道宣传片的配音。目前，张妙阳仍在负责包括凤凰卫视中文台在内凤凰卫视宣传片的普通话配音。
另外，在1996年3月31日左右以后，卫视中文台原本在亚洲一号卫星播出的频率（下行频率 3920MHZ）被转让给凤凰卫视中文台，而卫视则另辟加密卫星电视频谱（原为“卫视台湾台”，后改为卫视中文台，使用台湾的节目表），专门向台湾播出。
1996年3月31日凤凰卫视成立之初，卫星电视有限公司持有凤凰卫视近一半但不到一半的股权，但在2013年以后，21世纪福克斯撤出了对凤凰卫视持有的股份。以後除历史渊源和人马从属变迁以外，卫视中文台和凤凰卫视中文台已无任何关系。